# Shō On
Shō On (尚温 (Thượng Ôn)  25 tháng 4, 1784－8 tháng 8, 1802) là vị vua thứ 15 của nhà Shō II tại vương quốc Lưu Cầu, ông tại vị từ năm 1795 đến năm 1802. Đồng danh là Tư Ngũ Lang Kim, là thứ tử của vua Shō Boku.
Shō On có công hiến trong việc phổ biến Nho giáo và dân gian Lưu Cầu. Năm 1798, tiếp nhận kiến nghị của quốc sư Sai Seishou, hạ lệnh lập Quốc học ở phía bắc vương cung (nay là cao đẳng Shuri), cũng mở ba hương học (bình đẳng học hiệu), đồng thời bãi bỏ Cửu Mễ Thôn (Kumemura, khu hậu duệ người Hoa) nhằm chống lại hành vi lũng đoạn, quy định nhị danh quan sinh có thể trao cho người Shuri. Điều này gây nên bất mãn tại Cửu Mễ Thôn, dẫn đến Quan sinh tạo động. Shō On bắt giữ người chủ mưu Kim Văn Hòa và trấn áp tao loạn này.
Năm 1800, hoàng đế Gia Khánh phái Triệu Văn Giai mang sách phong sang Lưu Cầu, đồng thời ban cho "Hải biểu cung phiên", tức ngự bút biển ngạch. Năm 1801, theo yêu cầu của người dân, Shō On hạ lệnh mở thêm một hương học.